# Resignation
Resignation (von lateinisch resignare das Feldzeichen (signum) senken, kapitulieren; seine Unterschrift zurückziehen, widerrufen; vgl. Pease, s. u.) bezeichnet etwa seit Mitte des 19. Jahrhunderts die menschliche Haltung bzw. Gestimmtheit des Sichfügens in einer unausweichlichen Situation, z. B. aus (gefühlter) Aussichtslosigkeit.
Aus individualpsychologischer Perspektive kann die Resignation durch die Einsicht ausgelöst werden, dass ein angestrebtes Ziel mit den zur Verfügung stehenden Mitteln nicht erreichbar ist, oder durch die Einsicht, dass man sich nicht auf den erforderlich erscheinenden Einsatz oder die potentiellen Folgen einlassen will. Die resultierende Entsagung kann mit einer Dämpfung der Gefühle oder einer Antriebsschwäche und Minderung der Aktivitäten einhergehen, die jedoch von der Apathie und der Lethargie zu unterscheiden sind. Kulturgeschichtlich ist die Resignation manchmal als eine weise Bescheidung gerühmt worden, da sie helfe, Zorn und Eifer zu vermeiden, heitere Ruhe und ein Gefühl der Überlegenheit schenke.

## Resignation im geistlichen Kontext
- Terminus technicus der Mystik, der als lateinisches Pendant zum mittelhochdeutschen gelatenheit (Gelassenheit) die Ergebung des eigenen Willens in den Willen Gottes bezeichnet (vgl. besonders Thomas von Kempen, Imitatio Christi, Buch III, Kap. 37: De pura et integra resignatione sui ad obtinendam cordis libertatem)
- In der römisch-katholischen Kirche Bezeichnung für den freiwilligen Amtsverzicht, insbesondere von Bischöfen und Inhabern anderer hoher Ämter  (z. B. Äbten), aber auch von Säkularkanonikern und Pfarrern, die nach dem freiwilligen Verzicht auf ihre pfarrlichen Rechte „frei resignierte Pfarrer“ sind.